# قضیه مقدار میانگین برای انتگرال‌ها
بنابراین قضیه اگر تابع f بر بازهٔ [a,b] پیوسته باشد آنگاه حداقل یک مقدار مانند c  متعلق به بازه بسته [a,b] وجود دارد که:
{\displaystyle f(c)={\frac {1}{b-a}}\int _{a}^{b}f(x)\,dx}

## اثبات
با توجه به فرض قضیه، چون تابع f بر بازه [a,b] پیوسته است، مقدار مینیمم و ماکسیمم مطلق خود را (بر طبق قضیه اکسترمم) در این فاصله می‌گیرد، یعنی به ازای هر x در بازه [a,b]:
{\displaystyle m\leq \ f(x)\leq \ M\Rightarrow \int _{a}^{b}m\,dx\leq \int _{a}^{b}f(x)\,dx\leq \int _{a}^{b}M\,dx}
{\displaystyle m(b-a)\leq \int _{a}^{b}f(x)\,dx\leq \ M(b-a)\Rightarrow \ m\leq \ (1/(b-a))\int _{a}^{b}f(x)\,dx\leq \ M}
حال اگر تابع f در این فاصله صعودی (نزولی) باشد آنگاه {\displaystyle x_{0}} و {\displaystyle x_{1}} در بازه {\displaystyle [a\leq \ x_{0}\leq \ x_{1}\leq \ b]} وجود دارد که به ازای آنها مقادیر تابع به ترتیب مینیمم و ماکسیمم (ماکسیمم و مینیمم) می‌شود. 
یعنی:
{\displaystyle (1/(b-a)\int _{a}^{b}f(x)\,dx-f(x_{0}))(1/(b-a)\int _{a}^{b}f(x)\,dx-f(x_{1}))<\ 0} 
که بر طبق قضیه بولتزانو وجود دارد حداقل یک مقدار مانند c در بازهٔ {\displaystyle [x_{0},x_{1}]} که:
{\displaystyle f(c)=(1/(b-a))\int _{a}^{b}f(x)\,dx}